# Лерберг
Лерберг (нім. Lehrberg) — громада в Німеччині, розташована в землі Баварія. Підпорядковується адміністративному округу Середня Франконія. Входить до складу району Ансбах.
Площа — 50,88 км2. Населення становить 3068 ос. (станом на 31 грудня 2020).